# Dyris
Dyris is een geslacht van weekdieren uit de klasse van de Gastropoda (slakken).

## Soort
- Dyris amazonicus (Haas, 1949)